# Begraafplaats van Kaaster
De Begraafplaats van Kaaster is een gemeentelijke begraafplaats in de gemeente Kaaster in het Franse Noorderdepartement. De begraafplaats ligt aan de Rue du Moulin op 480 meter ten noordoosten van het dorpscentrum (Église Saint-Omer). Ze bestaat uit een oorspronkelijk deel en een jongere uitbreiding en wordt gedeeltelijk omgeven door een afsluiting met betonnen platen en een haag met heesters. Een tweedelig metalen hek sluit de begraafplaats af. Achteraan staat een groot crucifix.

## Britse oorlogsgraven
Op de begraafplaats liggen 32 Britse oorlogsgraven uit de beide wereldoorlogen. Daarbij zijn er 11 Britten en 1 Australiër uit de Eerste Wereldoorlog en 20 Britten uit de Tweede Wereldoorlog.
De slachtoffers uit de Tweede Wereldoorlog waren leden van de British Expeditionary Force die eind mei 1940 omkwamen tijdens de gevechten tegen het Duitse leger om de aftocht en de evacuatie van de Britten naar Duinkerke veilig te stellen. 
De meeste graven liggen in een perk gegroepeerd, enkele liggen tussen de burgerlijke graven. De graven worden onderhouden door de Commonwealth War Graves Commission en zijn daar geregistreerd als Caestre Communal Cemetery.